# でぶせん
『でぶせん』は、原作：安童夕馬（樹林伸）、作画：朝基まさしによる日本の漫画作品。『サイコメトラーEIJI』の登場人物・福島満を主人公に置いたスピンオフ作品。2014年からwebコミック『マンガボックス』での連載を経て、『週刊ヤングマガジン』に連載された。
2016年にドラマ化される。

## あらすじ
公私ともに破綻した生活を送るブサイクで肥満体型の冴えない青年・福島満は仕事をクビになった上、趣味のオタクグッズやコスプレ衣装を買い込み過ぎて多額の借金を抱え、進退窮まってしまう。自殺するため富士の樹海にやってくるが、そこで生前は女装した自分とそっくりな白骨死体・福島満子を見つける。遺留品から彼女が裕福だと知った満は彼女に成りすますことを考え、彼女の服や指輪、免許証などを拝借すると、彼女のマンションに行き、そのまま寝てしまう。
翌朝、目を覚ますと満は女装姿のままで見知らぬ高校の体育館で入学式に参加していた。そこは不良生徒が多く通う底辺校・帝辺高等学校で、満子はこの学校に新規採用された教員であった。逃げ出そうとするものの指輪が怪しく光ると偶然にしては不可思議なことが置き、結果、満は着任挨拶で全校生徒にケンカを売った上で学校を良くすることを宣言する。
こうして女装した満こと福島満子は、本人の意思に反して帝辺高校の中でも特に問題児たちを集めた2年寅組を担当することとなり、持ち前の強運と満子の霊と思わしきものの支援で意図せず彼らを更生していく。一方、本物の満子を殺した犯人も帝辺高校に潜んでおり、今度こそ満子を亡き者にするべく暗躍する。

## 登場人物

### 主人公
福島 満（ふくしま みつる） / 福島 ミツコ
大の警察マニアでコスプレ好きの肥満体の青年。23歳。『サイコメトラーEIJI』の番外編の主要人物。公私共に破綻した生活を送り、得意なことやこれといった長所もなく、幼少時からイジメの標的にされるなど悲惨な過去しかない。また、満自身に原因があるか関係なくトラブルにも巻き込まれやすい。しかし、類稀な強運（悪運）を持ち、本人の意思に反して、いつの間にか問題が解決してしまう（自分が問題を解決したという認識もない）。特に本作では満子の霊の働きかけらしきものもあり、この強運が強化されている。また、睡眠や気絶など意識を失っている時には彼女の霊に身体を操作されている描写も多々あり、武術に秀でていた彼女の力で敵を圧倒する（覚醒状態の福島と呼称される）。当初は自分のことしか考えておらず事なかれ主義であったが、生徒たちと接するうちに変化していき最終的には自己犠牲を払ってまでも生徒を助けようとする。
基本設定や本作開始以前のことに関しては『サイコメトラー Eiji』の人物説明を参照のこと。
福島 満子（ふくしま みつこ）
第1話で満が発見した白骨死体。23歳。れっきとした女性であるが、その容姿は女装した満そっくりのブサイク（「福島満子」という名前自体、満が女装する際の偽名と同じ）。しかし、その出自や性格は満とは正反対の女傑であり、裕福な家庭環境に生まれ育ち、学業は極めて優秀である上、武道は柔道五段、空手三段、剣道二段の腕前を持つ文武両道の才女。そして理想の教師を目指し、あえて問題児の集まる帝辺高校への配属を希望した熱血教師でもあった。そのため、周囲の人々からは高い人望を持つ「ブサカワ系」女子として慕われていた。
物語開始の少し前に帝辺高校の何者かによって殺害され、富士の樹海の洞穴に打ち捨てられていた。満が偶然発見した後は、あらすじや満の人物説明の通りであるが、発見以降、指輪を介して満を操っているような描写が多く、睡眠や気絶によって満が意識を失った際にも、彼女自身の霊が現れ、その身体を操作しているかのような描写（覚醒状態の福島が現れるシーン）がある。

### 帝辺高校の教師
校長
帝辺高校の校長。子供の落書きのような、かなりデフォルメされて描かれている小柄な男性。のらりくらりしたところがあり、登場すると事あるごとに福島に期待している旨の声を掛ける。時折、目つきが鋭くなって悪巧みとも呼べるような言動を行うことがある。
実は当初より福島を他の高校の教師と有利な条件で交換する人材と考え、採用しており（作中ではFA人材と呼ぶ）、最終話において他校に転任させる。
柳田 三太夫（やなぎだ みたお）
教頭。傷の多い浅黒い顔でスキンヘッドの強面の中年男性。さらに眼鏡を掛けて常に竹刀を持ち、言動も粗野で、生徒からは「ヤクザ教頭」と呼ばれている。言動は怖いものの、実際は筋の通った考えをしており、教頭として各教師に細やかな申し送りや学校行事の説明を福島に行うなど、見た目よりはかなり常識人。生徒たちを指導し更生させるという点において福島に強い期待を抱いている。
朝比奈 景子（あさひな けいこ）
満子と同期の新任美人教師。23歳。2年巳組担任。英語担当。満子の小学校時の幼馴染であるため生前の彼女をよく知る人物であり（「みっちゃん」と呼ぶ）、素性がバレるのを恐れる福島にとっては厄介な相手。容姿端麗で可愛らしい美女であるため、男子生徒からの人気は高い。朝比奈としては沢矢に惚れてるが、沢矢が自分より福島に気を遣う様子を見て嫉妬する描写が多い。
実は満子殺害の犯人。生まれは平凡な家庭で、勉強は非常によくできたが、「イカ」と渾名されるほどのブサイクであった（描写上は常にモザイクがかかるほど醜い顔。ただし、声やスタイルは非常に良い）。その容姿のためにイジメを受けるものの、小学校時は満子が庇ってくれたため、平穏な学校生活を送ることができた。ところが、満子がいなくなった中学以降は壮絶なイジメを受けるようになり、さらに家業が失敗して優しい両親は自殺してしまい天涯孤独の身となる。失意の内に夜の街を彷徨う中、3000円かつ枕カバーで顔を隠した状態で処女を奪われ、それ以降はアニメキャラの覆面をつけて男を誘う売春で生計を立てていた。そんな折、南米に拉致されて麻薬組織ゲリラの女兵士として教育されて適性を示し、才能を惜しんだボスから絶世の美女に顔を整形される。その後、彼らを裏切ってゲリラを皆殺しにして壊滅させると日本に帰国し、高卒認定試験を経て大学に入学する。大学ではその容姿で充実した生活を送り、教員資格をとって帝辺高校に赴任しようとしたが、そこで自分の過去を知る満子（本物）と出会ってしまう。過去がバレるのを恐れたことや、中学以降イジメられたのは満子がいなくなったせいという逆恨みで彼女を毒殺し、富士の樹海に遺体を遺棄した。
殺したはずの満子が生きており（実際は満の女装）、何食わぬ顔で入学式に来たことに恐怖し、以降、事故に見せかけて何度も命を狙う。作中における黒い影の犯人の正体であり、旧校舎火事の際、逃げられないようにシャッターを閉めたり、佐渡ヶ島移動教室の際には満子の乗った漁船が沈むように細工したりする。盾野編の終盤で、読者に対し正体を現し、満子を慕う生徒たちを誘拐してエサとし、自ら決着をつけようとする（生徒らにはバレないよう、大仏の被り物をする）。しかし、計画は満の強運と指輪の効果によって失敗し、最後は覚醒した満子に諭されて涙を流し、学校には退職届を出して姿を消す。
沢矢 海人（さわや かいと）
2学年主任。爽やかなイケメン教師。体育担当で運動全般が得意。物語初期から福島に強い期待を抱いている一人。しかし、物語が進むに連れ、美人の朝比奈よりもブサイクの福島の方に明らかに気を掛けている描写が多々あり、不自然であった。
実はブサイクな母親に愛情を持って育てられてきたブス専（父は自分と同じくイケメン）。福島の容姿自体も好みながら、生徒にひたむきな教師の鑑とも言える態度にも心底惚れ込んでいる。レストランに誘った後、ついに自宅に連れ込み、酩酊した福島に肉体関係を迫ろうとするが、そこで相手が男だと気づき激しく動揺する（一方の福島も正体がばれ、激しく動揺する日々を過ごす）。が、たとえ男でも構わないとして、バラさず、引き続き福島に惚れていることを告白する。
裏見 多摩郎（うらみ たまろう）
2年寅組副担任。長髪で眼鏡をかけており、声が極端に小さい。根暗な性格で思考が陰険。

### 2年寅組の生徒
小山 大器（こやま だいき）
小柄で童顔なイジメられっ子。気弱だが性格は優しい。見かけに反してかなりの巨根で、下半身を丸出しにされるなどプライベートゾーンへの性的イジメを受けることが多い。小山への虐めを着任早々に（偶然から）防いだことから、最初に福島に懐く。初期には他のクラスメイトのことを福島に教える役回りを担う。実家はラブホテルを経営している。また、後に福島を中心に友好関係になった七星を、仲間内で唯一ちゃんと覚えている。
移動教室後、神夜に惚れられ、付き合うようになる。
緋熊 五郎（ひぐま ごろう）
「寅組四天王」の一人。熊のような巨体かつ凶暴な性格で、他の不良達から恐れられる存在。顔に熊に引っ掻かれたような傷跡がある。強面。名前や見た目から「人喰いくまモン」「グリズリー」などと呼ばれる。番長的存在で配下の不良も多く、不良グループの1つを築いている。特に神夜と仲が悪く、決闘するのが日常茶飯事。その怖い見た目から家族からも避けられており、その疎外感からグレていた。
入学式の福島の不良達への宣戦布告とも言える挨拶を聞き、明白な敵意を見せる。いつものように神夜と教室で決闘した際に割って入った福島に助けられた上、「大事なもの」「家族」と諭されたために心を入れ替え、福島を慕うようになる（実際の福島は、お宝コレクションの警察手帳を守ろうとしていただけだった）。なるべく暴力を控え、学校生活も充実して満足するようになった結果、家族との関係も改善し、ますます福島を恩人として感謝する。
義志沢 月人（よしざわ げっと）
「寅組四天王」の一人。長身に鍛えられた細身のイケメン。言動は穏やかだが、喧嘩慣れしており、トンファーを常備し、ペットボトルに入れたガソリンを持ち込むなど、やることは過激。イジメを許さないとして、イジメをする側に積極的に暴力を加えるが、やりすぎるため問題児扱いされている。小山をナントカ山と呼んで軽んじているようで、実は小山に目を掛けており守ろうとしている（小山はそのことを知らない）。
小学校の時は小柄かつひ弱で、いじめられっ子であった。特に全裸にされて焼却炉にゴミとして閉じ込められるという過去があり、その時に助けてくれたのが、同じいじめられっ子であった小山であった（そのため、特に小山を守ろうとする）。その後、転校し中学で急成長する。そのような過去からイジメを強く憎む。
新入生歓迎会において、持ち込んだガソリンのせいで旧校舎が火事となり、小山が巻き込まれてしまう。小山を助け出したものの、自分が焼け落ちた瓦礫の下敷きとなってしまい身動きが取れなくなり、死を覚悟する。そこに福島が現れて難なく瓦礫をどかして助け出した上、上記の身の上話を涙を流しながら共感してくれたために、福島を慕い、さらに異性として好きになる（実際の福島は、落とした「警察手帳」を助け出そうと行動しており、月人の過去に共感したのは、自分も学生時代に同様のイジメを受けたからであった）。福島への好意は巻を追うごとに増していき、最終巻では福島の戦闘を見て勃起している。
神夜 晶（かみや あきら）
「寅組四天王」の一人。前髪ぱっつんのセミロングの見かけは華奢な美少女。左手は義手で常に黒いグローブをしており、またナイフが仕込まれている（福島から「リアル百鬼丸」と呼ばれている）。性格は男勝りで、些細なことでもすぐにナイフを持ち出し、暴力沙汰に及ぶ。ナイフは異常によく斬れ、一瞬にして相手の頭を刈り上げるなど、戦闘技術も高い。緋熊、月人が次々と福島に籠絡されていく中で、後述の経緯から大人は信用できず、福島もしょせんは偽善者だと決めつけ、反発を続ける。
凶暴な父・神夜力から、幼少より「しつけ」と称する虐待を受けてきた（左手もキレた父に熱湯をかけられたことによるもの）。母もDVを受けており、母を守るためにも父には強い反抗心があるが、その暴力によって母と共に精神的に支配されてしまっており抵抗ができない。父から逃れたいと願っているが、結局、父の凶暴さに周りの大人たちが見てみぬ振りをするために、大人を信じられなくなっていた。
移動教室の集金のため福島が家庭訪問するエピソードにおいて、福島が父と戦うこととなる。武術の達人である父には福島でも勝てないと思い逃げるように言うが、覚醒した福島は赤子の手を撚るように父を倒し、さらに離婚届にも捺印させ、父から母と共に解放される。偽善者と判断していた自分を恥じて福島に感謝し、以降、慕うようになる。
移動教室の出来事を通して小山に惚れて告白し、付き合うようになる。
祥子（しょうこ）
寅組の生徒で神夜と仲が良い。本人の発言によると親とは何かしらの確執がある模様。月人を助けた福島を見て大人に対する考えを改めるようになり、神夜に「大人を信じてみたい」と口にしていた。
その後も目立ったエピソードはなかったものの移動教室編では福島や男子生徒、神夜達と共にババ抜きに興じるなど彼らとの関係は良好になった模様。
山田花子（やまだ はなこ）
寅組の生徒で校長と同じく落書きのような描かれ方で埴輪のような容姿をしており、プロフィールも埴輪関連のものが多い。福島からは普通の生徒だと思われていたが、実は暴力団組長の娘で父親も落書きのような描かれ方をしている(たまに鬼のような形相になる)が、小指がない。また、父親は大金を持ちながら200円のお釣りを要求するなど意外とケチな一面もある。
黄龍 力生（きりゅう りきお）
暴力団「黄龍組」の組長の息子を名乗る青年。目つきが鋭く凶悪な面構えをしており、肩から腕にかけた派手な入れ墨が特徴。「父親がヤクザ」を背景にした恐怖で、不良グループの1つを形成・支配しており、配下の樋口や大友をイジメて遊ぶなどしている。
実は普通の一般家庭の出で、暴力より勉強が得意な優等生。体操（鞍馬）が得意。諸事情で第一志望の進学校を落ち、帝辺高校に入学してしまう。そこでイジメられないため、苗字が同じ組のヤクザの息子を名乗り、入れ墨もシールであった。あくまでイジメられないための方便であったが、不良グループのリーダーとしてイジメを行う時の暗い喜びは感じていた。
移動教室編で登場し、福島を慕う緋熊や月人ら不良と対立する。その後、自宅に対する強盗事件で偶然居合わせた福島と共に事件を解決する活躍をしたことでテレビの取材を受け、学校に正体がバレてしまう。樋口と大友を中心に逆に今までの報復を受けて1週間で自殺に追い込まれるも、福島に助けられる。その際の福島の叱咤に奮起して、ケジメをつけるとしてスキンヘッドとなり（さらに凶相になる）、覚悟を決める。樋口や大友のせいで、2人と共に本物の黄龍組に事務所に監禁されても度胸を見せ、樋口や大友と和解する。その後、実は叔父が組長と判明し（面識はあったが迷惑をかけないため、力生には建設会社の社長と名乗っていた）、まんざら嘘でも無かった。
樋口と大友（ひぐち、おおとも）
黄龍の不良グループに所属する不良少年。同グループの最下位で、黄龍から悪質なイジメを受けている（正確には黄龍の対象にはならないよう他のメンバー2人にイジられるパターンの方が多かった）。移動教室編の後半で登場し、コメディリリーフ的な役割を務める。上を目指しているが、しょせんは程度の低いチンピラに過ぎず、最終的には自分らに適した立場というものを自覚する。
移動教室編の後半で登場し、度重なる黄龍のイジメに耐えかね、神夜のナイフを盗んで彼女の仕業と見せかけて殺そうとまで企む（結局は2人に度胸がないことや、風呂場で神夜を覗こうとしてバレて悲惨な目に遭わされる）。ところが、次編で黄龍が実は組長の息子でないと判明すると、一転して報復を開始し、自殺に追い込もうとする（黄龍に全裸で鞍馬をやらせ、それを好いている相手に見せるなど）。その後、本物の黄龍組の車を傷つけてしまい、黄龍と共に3人で組事務所に拉致されてしまう。殺されると怯える中で堂々とした黄龍の態度に感心し、加えて実は組長は黄龍の叔父だったことなどが判明したことから、黄龍と和解して以降は友人のような関係になっている。
七星 心美（ななほし ここみ）
化粧による変装が得意な少女。盾野のグループの一員で「クイーン」の称号を与えられている。普段は意図して地味めのメイクにしているため、福島だけではなく他の同級生からもあまり印象が残らない。クイーンとして行動する時には目の大きなギャル風であるが、その素顔は非常にのっぺりとした地味な顔立ちで（とはいえブサイクではない）、コンプレックスの1つとなっている。
母子家庭に育ち、幼少より新体操の選手となる英才教育を受けていた（他にも少林寺拳法などの習い事をしており高い適性を示す）。才能はあったが、その地味顔により審査員の印象に残らないせいで大会でも順位は上がらず、失望した母から虐待されるようになってしまう。特に、その際の事故で大怪我を負い、もはや新体操に戻る道も絶たれる。グレて好いている男に身体を捧げるが、それも上記の顔立ちの問題で悲観し自殺しようとしたところを盾野に救われ、彼に精神的に依存しつつも「クイーン」として、得意の変装と身体の能力で「カワハギ」の標的たちを破滅させてきた。
盾野の命令によって福島に対して「カワハギ」を行う。ブス専（しかも連続殺人鬼）にデリヘルとして送る、インチキカルト教団のセミナーに送るなどしたが、ことごとく失敗する。盾野に見捨てられることに怯え、最終手段として神夜に化けて緋熊と月人を黒人の不良集団に襲わせ、福島が黒幕であるかのように工作するが、福島を信頼しきっている緋熊と月人には効かなかった。結局、盾野に見捨てられて絶望する中、福島に自分語りを始め、福島の反応を勘違いしてそのまま慕うようになる（福島自身としては七星という名前すらよく覚えていない）。また、あるがままの自分というところで上記のコンプレックスを克服し、母とも和解する。
盾野 龍一（たての りゅういち）
「寅組四天王」の一人。メガネを掛けたインテリ風の美青年。見た目通り、かなり頭がキレる。外形的には学校の暴力沙汰とは無縁な生活を送っているが、プライベートでは金持ちであることや外見からモテてており、女癖が悪い。後述する出自から他人（特に教師）を信じておらず、自らを「キング」としてチェス駒に見立てた自らのグループによって標的の本性を暴く「カワハギ」と呼ぶゲームを行い、今までの寅組の教師達を破滅させてきた。盾野が主題になるのは物語の終盤であるが、初期から武良と話し合うシーンが多く、月人や黄龍に対する人物評など的を射ていることが多い。
世間から悪徳政治家とみなされている大物政治家・黒原剛造の息子。将来を期待され（同時に父を非常に恐れ）、優等生として振る舞っていたが、中学1年の時に父への反抗心から吸ってみたタバコによって学校で火事が起こる。慕っていた熱血教師の野々村が父から大金を渡されて、罪を被って教師を辞めたことから人を汚いモノとして信用できなくなる。また、父・黒原の政敵や秘書が自殺したり行方不明になっていることも、父が命令して殺しているという妄想に繋がり、極度の人間不信によって他者が血まみれの死体になっている幻覚症状などがフラッシュバックするようになる。
同級生が次々と福島を慕って行く中、満を持して行動を起こす。まずは、クイーンこと七星を尖兵として「カワハギ」を行うが、ことごとく失敗する。七星を見限ると、残りのメンバーらと共に直接福島の自宅に乗り込み、福島が小山と肉体関係にあると勘違いして行動し、やはり失敗する（この時に自分以外のメンバーが全員神夜にやられてしまう）。最終的に武良のアドバイスで父の邸宅に招いて、かつての野々村のように賄賂を受け取らせて本性を暴こうとするが、福島自身が事態を理解できていないこと（有名な政治家である黒原を知らない）や、指輪の効果によって目論見が外れてしまう。加えて黒原を狙った暗殺者が現れ危機に陥る中、指輪に操られた福島が暗殺者を倒し、さらに野々村の真相を教えたことで悔い改めて改心する。また、互いに誤解しあっていた父親とも打ち解ける。
武良 広海（むら ひろみ）
オールバックをカチューシャで止めたガタイの良い青年。非常に冷静で頭のキレる性格で、傷だらけの鍛え上げられた肉体を持つ。物語序盤から登場し、盾野と会話しているシーンが多い。盾野と同様に福島や同級生たちの本来の性格という点では的を射た発言が多く、さらに盾野より一歩進んだ見解を示すことが多い。終始、福島を怪しむ言動を見せるものの、結局、自らが行動することはなく、物語は終わる。最終話での福島のFA先にも全く同じような容姿の人物がいたが関連性は不明。
『シバトラ』にも同名で同じ容姿の人物が出ているが、関連性は不明。

### その他
神夜 力（かみや ちから）
神夜晶の父。外見は中肉中背の穏やかな中年男性だが、本性は凶悪で、妻子に日常的な暴力を振るうDV男。空手三段の達人で、キレると手がつけられない。「しつけ」と称して娘の晶を虐待しており、彼女が左腕を失う原因になった。物語開始時点では刑務所におり、間もなく出所する。最終的には覚醒した福島に徹底的に気力を削がれ、離婚を成立させられる。その後は、野良猫の威嚇にもビビるほどの腑抜けになっている。
ビショップ、ナイト、ルーク、ポーン
盾野のグループのメンバーで、クイーンの七星を除く4人の男子高校生。七星の離反後、盾野の直接指揮の下で、福島への「カワハギ」を行おうとする。しかし、訪問した非常に不潔な福島家に難儀し、その後、福島と小山が肉体関係にあると勘違いした上での作戦は、小山を好いている神夜の襲撃を受けて失敗する。
黒原 剛造（くろはら こうぞう）
盾野の父親。大物政治家。世間から悪徳政治家とみなされている有名人で、実際、作中でも多額の賄賂を教師に贈ろうとするなどのシーンがある。ただ、少なくとも作中で直接描写されている範囲では、あくまで息子・龍一を守ろうとしての行動であり、悪徳政治家という側面は、世評や盾野の妄想で実態は作中では真偽不明である。
野々村 幸男（ののむら ゆきお）
盾野の中学1年の時の恩師。熱血教師で「笑え」が口癖。父・黒原のプレッシャーをストレスに感じていた当時の盾野に影響を与える。ところが、盾野が起こした火事事件において、黒原から大金を貰って盾野の罪を被って教師をやめる。このことから盾野は教師に対して不信感を抱くようになる。
実は娘が大病を患っており、大金が必要だったために悩んで一度預かったが、翌日に返しに来ていた。その後、悩んだ事実を持って教師という職に嫌気が差して辞職を決め、その際についでとして盾野の罪を被った。その後は建築現場で地道に働いていた。覚醒した福島によって、盾野に当時の真相を話し、彼が改心するきっかけとなる。また、福島から教師となるべき人材と評され、黒原の働きかけで帝辺高校の教師となることが決まる。

## 書籍情報
1. 2014年12月05日発売 ISBN 978-4063825312
2. 2015年02月06日発売 ISBN 978-4063825596
3. 2015年05月01日発売 ISBN 978-4063826128
4. 2015年09月04日発売 ISBN 978-4063826739
5. 2015年12月04日発売 ISBN 978-4063827156
6. 2016年04月05日発売 ISBN 978-4063827583
7. 2016年07月06日発売 ISBN 978-4063827767
8. 2016年08月05日発売 ISBN 978-4063828382
9. 2016年09月06日発売 ISBN 978-4063828429

## Webドラマ
2016年にHuluオリジナルドラマとして配信ドラマ化され、完全版が2016年8月20日から10月1日にかけて配信された。全6話。また、お色気シーンなどをカットしたテレビ版が8月21日から10月2日まで日本テレビにて放送された。
主演は森田甘路で、原作の安童夕馬の指名により抜擢され、本作がドラマ初主演となった。

### キャスト

#### 主人公（Webドラマ）
- 福島満 / 福島満子（2年寅班担任） - 森田甘路[2]
23歳の青年。子供の頃から肥満体型かつ気弱な性格で、いじめに悩まされスクールカーストは常に最下位という辛い子供時代を過ごしていた。その後高校に入学するが、そこは不良生徒が多く通う「底辺校」で、恐怖心から入学式の翌日に退学してしまい、その後はフリーターとして生活していた。
女装コスプレが趣味であったが、衣装代がかさんで多額の借金を抱えてしまい、人生に絶望して富士の樹海で自殺する事を決意。そこで自分と瓜二つの女性・福島満子の白骨死体を発見し、彼女に成りすまして生きていく事を決意する。
- 福島満子 - 森田甘路（二役）[2]
満が富士の樹海で発見した女性。

#### 帝辺高等学校

##### 帝辺高等学校 教職員
- 朝比奈景子（2年丑班担任） - 大澤玲美
満/満子と共に新規採用された教員。担当科目は英語。満子とは同じ小学校に通っていた。実は満子を殺した犯人。
- 沢矢海人（学年主任）- 渡辺邦斗
爽やかなイケメンだが、実はふくよかな女性が好きな「デブ専」。
- 裏見多摩部（2年寅班副担任） - 渋谷謙人
- 毛見マナミ（化学の先生） - 寺川里奈
- 三角ジョー（数学の先生） - 川嶋秀明
- 柳田三太夫（教頭先生） - スマイリーキクチ
- 校長 - ぴろき

##### 帝辺高等学校 2年寅班
- 義志沢月人 - 横浜流星[3]
- 黄龍力生 - 大野拓朗[4]
- 緋熊五郎 - 東史友亮
- 小山大器 - 渕野右登
- 茅野広海 - 中山龍也
- 盾野龍一 - 濱田和馬
- 神夜晶 - 池上紗理依
- 麻生祥子 - 芝崎唯奈
- 桜井菖蒲 - 椿弓里奈

### スタッフ
- 原作 - 安童夕馬（原作）、朝基まさし（漫画）
- 脚本 - 伴一彦
- 音楽 - 小西康陽
- 監督 - 松永洋一
- プロデューサー - 次屋尚
- 制作プロダクション - ケイファクトリー
- 製作著作 - HJホールディングス

### 主題歌
東京パフォーマンスドールのメンバー4名（高嶋菜七、上西星来、櫻井紗季、脇あかり）による新ユニット「どるせん from TPD」が主題歌「センセイのお気に入り」を担当、主演の森田甘路も役名の福島満子名義で参加している。ドラマの音楽担当の音楽プロデューサー・小西康陽（元ピチカート・ファイヴ）が楽曲の作詞、作曲、編曲を担当し、クセになるフレーズを散りばめたグラマラスなロックンロール調のポップソングに仕上げられている。
東京パフォーマンスドールにとって、同年5月にどーもくんとともにスペシャルユニット「東京パフォーマンスどーも（TPDomo）」を結成したのに続き、所属事務所の先輩である森田とともにユニットを結成するのは初の試みとなった。ユニット名の「どるせん」は「Doll meets Sensation」の略で、歌詞中の「センセーショナル」に着目し、センセーションを巻き起こすユニットとなるべく命名。さらに「Sensation」の読み「センセー」がドラマ中の「先生」に、またスペルがメンバーの名前の頭文字（Se〈Seira〉、N〈Nana〉、S〈Saki〉、A〈Akari〉）にかけられている。
「どるせん from TPD」の1枚目のシングルとして、2016年9月21日にエピックレコードジャパンから発売された。
ミュージックビデオ内ではドラマや楽曲の内容を反映し、東京パフォーマンスドールの4名に異なるキャラ（金持ちの天然〈櫻井〉、文学少女〈脇〉、ギャル〈高嶋〉、優等生〈上西〉）が設定されている。

#### シングル収録内容
| #  | タイトル                                 | 作詞     | 作曲     | 編曲     | 時間 |
| -- | ---------------------------------------- | -------- | -------- | -------- | ---- |
| 1. | 「センセイのお気に入り」                 | 小西康陽 | 小西康陽 | 小西康陽 | 4:10 |
| 2. | 「TPDのお気に入り♡メガミックス by DJ和」 |          |          |          | 5:30 |
| 3. | 「センセイのお気に入り (KARAOKE)」       |          |          |          | 4:07 |

### 配信・放送日程
| 各話   | 配信日   | 配信分 | 放送日   | 備考                        |
| ------ | -------- | ------ | -------- | --------------------------- |
| 第1話  | 08月20日 | 40分   | 08月21日 | 10分繰り下げ（1:05 - 1:35） |
| 第2話  | 09月03日 | 34分   | 09月04日 | 5分繰り下げ（1:00 - 1:30）  |
| 第3話  | 09月10日 | 35分   | 09月11日 | 5分繰り下げ（1:00 - 1:30）  |
| 第4話  | 09月17日 | 43分   | 09月18日 | 5分繰り下げ（1:00 - 1:30）  |
| 第5話  | 09月24日 | 36分   | 09月25日 |                             |
| 最終話 | 10月01日 | 38分   | 10月02日 |                             |

※8月27日は、24時間テレビ放送のため、休止。

### ネット局
| 放送対象地域 | 放送局     | 放送期間                | 放送時間                         | 系列           | 備考   |
| ------------ | ---------- | ----------------------- | -------------------------------- | -------------- | ------ |
| 関東広域圏   | 日本テレビ | 2016年8月21日 - 10月2日 | 日曜日 0:55 - 1:25（土曜日深夜） | 日本テレビ系列 | 制作局 |

### 関連商品

#### 映像ソフト
- でぶせん DVD-BOX（2017年11月29日、カルチュア・パブリッシャーズ、PCBE-63699）

#### サウンドトラック
- 小西康陽『Huluオリジナルドラマ「でぶせん」オリジナル・サウンドトラック』（2016年9月28日、バップ、VPCD-81884）

| 日本テレビ 日曜0:55 - 1:25（土曜深夜）枠 | 日本テレビ 日曜0:55 - 1:25（土曜深夜）枠 | 日本テレビ 日曜0:55 - 1:25（土曜深夜）枠          |
| 前番組                                   | 番組名                                   | 次番組                                            |
| ---------------------------------------- | ---------------------------------------- | ------------------------------------------------- |
| 不明                                     | でぶせん                                 | キャバすか学園 （2016年10月30日 - 2017年1月15日） |